# Тахумулько
Тахуму́лько (исп. Tajumulco) — стратовулкан в хребте Сьерра-Мадре-де-Чьяпас в западной части Гватемалы. Имеет высоту 4203 м и является наивысшей точкой Гватемалы и Центральной Америки.
Конус вулкана имеет две вершины; восточный конус — древний с кратером диаметром до 70 м, западный — молодой. На склонах — дубово-сосновые леса, в верхней части — ксерофитные горные луга. Восхождение можно осуществить из города Сан-Маркос, который расположен в 14 км к юго-востоку.
Существует несколько свидетельств о его извержениях в историческое время, но ни одно из них достоверно не подтверждено. Сообщалось, что 24 октября 1765 года вулкан извергнул массу камней, уничтоживших строения у его подножья, но это могло быть просто камнепадом. Существуют свидетельства об извержениях в 1808 году, а также о маловероятных извержениях в 1821 (или 1822), 1863, 1893 гг.